# Loch Beinn Uraraidh
Loch Beinn Uraraidh, manchmal auch Loch Uraraidh, ist ein See auf der schottischen Hebrideninsel Islay.

## Beschreibung
Der Loch liegt auf 298 Metern Höhe in der unbesiedelten, hügeligen Region im Süden der Insel wenige hundert Meter südlich des namensgebenden Bergs Beinn Uraraidh. Die nächstgelegenen Siedlungen sind das etwa fünf Kilometer westlich gelegene Glenegedale und das sechs Kilometer östliche Trudernish. Der See ist maximal etwa 680 m lang und 520 m breit. Loch Beinn Uraraidh ist nicht an das Straßen- und Wegenetz der Insel angeschlossen.
An den Nord- und Ostufern speisen mehrere kurze Bäche den Loch Beinn Uraraidh, weshalb sein Einzugsgebiet im Wesentlichen in diesen Himmelsrichtungen lokalisiert ist. Es besteht zu 68 % aus Heideflächen und zu 8 % aus Grasland, wobei Grundwasser 18 % des Zuflusses ausmacht. Der Loch Beinn Uraraidh nimmt eine Fläche von 21 Hektar ein und besitzt einen Umfang von rund zwei Kilometern. Er weist ein Volumen von rund 1,27 Mio. Kubikmetern auf, woraus eine mittlere Tiefe von sechs Metern resultiert.
Vom Südufer fließt ein kleiner Bach in südlicher Richtung ab, der nach wenigen hundert Metern in den südlich gelegenen Loch Leathan an Sgorra mündet. Dieser fließt über mehrere Bäche in den Duich River ab, der bei Bridgend in den Sorn mündet und damit in die Bucht Loch Indaal entwässert.
Der See eignet sich zum Angeln.